# Azerbaiyán occidental (concepto irredentista)

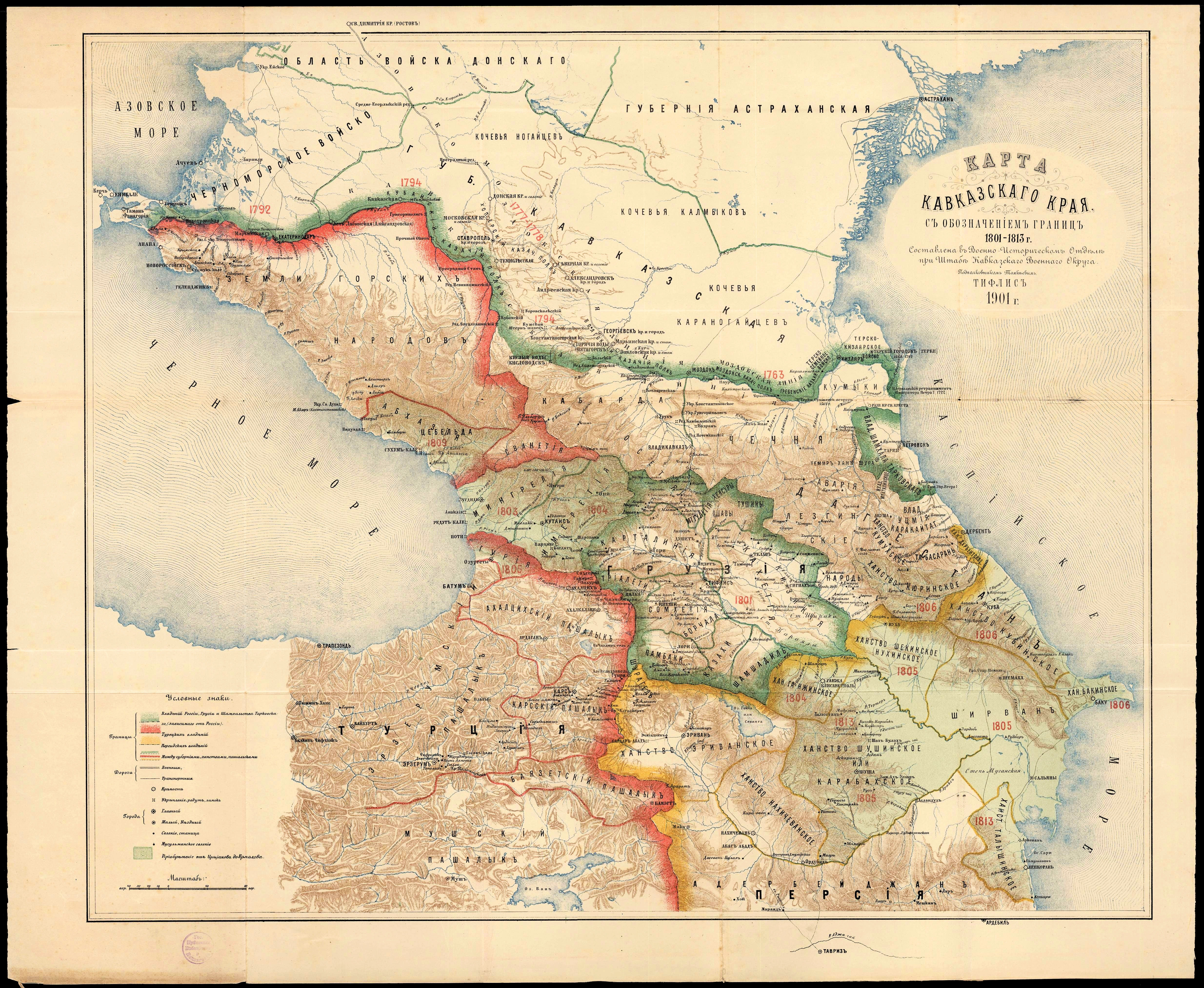
Mapa que representa el Cáucaso en 1801. Creado por las autoridades zaristas en 1901 (el mapa está en ruso)

Azerbaiyán occidental (en azerí: Qərbi Azərbaycan) es un concepto político irredentista usado en la República de Azerbaiyán generalmente para referirse al territorio de la República de Armenia. Oficiales azerbaiyanos han reclamado el territorio de la Armenia moderna como tierras que solían pertenecer a los azeríes. Sus reclamos se basan principalmente en la afirmación de que el actual territorio armenio estuvo bajo el dominio de varias tribus, imperios y kanatos túrquicos desde la Baja Edad Media hasta el Tratado de Turkmenchay firmado tras la guerra ruso-persa de 1826-1828. El concepto ha recibido apoyo oficial del gobierno de Azerbaiyán y ha sido usado por el presidente Ilham Aliyev, quien, alrededor de 2010 hizo referencia a "Irevan" (Ereván), "Göyçə" (Lago Seván) y "Zangezur" (Syunik) como anteriores y futuras "tierras azerbaiyanas". El concepto irredentista del "Azerbaiyán occidental" está asociado con otros reclamos irredentistas promovidos por oficiales y académicos azeríes, incluyendo la "República de Goycha-Zangezur" y la "República de Ireván".
Cuando Aliyev fue nominado como candidato presidencial por el Partido Nuevo Azerbaiyán llamó al "regreso de azeríes a estas tierras". En diciembre de 2022 Azerbaiyán inició su campaña de "Gran Retorno" en la que aparentemente promovió el asentamiento de azeríes étnicos que una vez vivieron en Armenia y Nagorno Karabaj. En su discurso de inauguración, el presidente Aliyev dijo "la Armenia actual es nuestra tierra. Cuando repetidamente dije esto en el pasado, trataron de objetar alegando que tengo reclamos territoriales, pero digo esto como un hecho histórico. Si alguien puede corroborar una teoría diferente que de un paso al frente.
Desde el final de la guerra del Alto Karabaj de 2020, Azerbaiyán ha promovido cada vez más los reclamos irredentistas sobre el territorio armenio. Estos reclamos territoriales manufacturados son parte de la estrategia de Azerbaiyán para debilitar los reclamos de Armenia de un estatus especial para los armenios de Nagorno Karabaj. A pesar de los intentos de Azerbaiyán de equiparar los derechos del "Azerbaiyán occidental" con los del Karabaj en sus negociaciones con Armenia, hay sustanciales diferencias, incluyendo el hecho de que los armenios del Alto Karabaj viven actualmente allí. El primer ministro armenio Nikol Pashinián respondió diciendo que sería más preciso comparar a los "azeríes occidentales" con los armenios que vivieron en el enclave azerí de Najicheván.

## Término, antecedentes y uso
El término "Azerbaiyán occidental" fue originalmente un término coloquial usado por algunos refugiados azeríes para referirse a la RSS de Armenia de la Unión Soviética. A fines de los 90's, tras la disolución de la Unión Soviética y el establecimiento de las repúblicas independientes de Armenia y Azerbaiyán, el término comenzó a asumir un significado más geopolítico "como un proyecto revivalista recuperando la historia de esta población tras su desplazamiento". Como un regreso a Armenia nunca fue considerado políticamente factible, estos refugiados azeríes se integraron en la sociedad azerbaiyana y la comunidad se desvaneció con el tiempo. Sin embargo, como el historiador y analista político Laurence Broers explica, la geografía histórica de un "palimpsesto azerbaiyano" permaneció vivo bajo el suelo de la Armenia moderna. Broers describe al "Azerbaiyanismo occidental" como una visión geopolítica que absorbe la territorialidad de la Armenia actual en su totalidad y en la cual "los armenios son retratados como usurpadores intrusos sin un estado indígena o una cultura propia". Según Broers, la idea falsa de que "...los armenios llegaron al Cáucaso solo en el siglo XIX, específicamente a 'tierras azeríes', ha estado ganando ritmo en el currículo escolar, mapas y discursos oficiales por al menos una década y se ha convertido en la corriente principal en los últimos dos años.
Dentro de la historiografía azerí, el Kanato de Ereván ha sufrido el mismo tipo de transformación que la entidad histórica de la Albania caucásica. La historiografía azerí considera al Kanato de Ereván como un "estado azerbaiyano" que estuvo poblado por turcos azeríes autóctonos, y su suelo fue sacralizado, como añade Broers, "como cementerio de figuras semimitológicas del panteón túrquico". Dentro de la misma historiografía azerí el término "turco azerí" y "musulmán" son usados indistintamente, incluso aunque encuestas demográficas contemporáneas diferencian "musulmanes" en persas, kurdos chiitas y suníes y tribus túrquicas.
Según Broers, los catálogos de "herencia azerí perdida" retratan un palimpsesto túrquico debajo de casi todo monumento y sitio religioso en Armenia, ya sea cristiano o musulmán. Además, desde alrededor de 2007 los mapas estándar de Azerbaiyán empezaron a mostrar topónimos túrquicos impresos en rojo debajo de los armenios en gran parte del territorio de Armenia. En términos de retórica, tal como Broers narra, el palimpsesto azerí debajo de Armenia "alcanza nuestro presente en forma de un futuro reclamo territorial". La capital armenia, Ereván, es particularmente enfocada por esta narrativa; el Castillo de Ereván y el Palacio de Sardar, los cuales fueron demolidos por los soviéticos durante su construcción en la ciudad, se han convertidos en "símbolos ampliamente difundidos de la herencia perdida de Azerbaiyán que recuerdan los contornos fetichizados de una parte del cuerpo amputada". De forma similar, el Lago Seván es a veces apuntado, siendo referido por su nombre azerí Göyçə (Goycha).
Desde mediados de los 2000, el concepto de un "Azerbaiyán occidental" se fusionó con el renovado interés en los kanatos del Cáucaso en lo que Broers explica como una "fetichización de gran alcance" del Kanato de Ereván como una "entidad azerbayana histórica". El nacionalismo azerí se ha redefinido para incluir una visión del territorio armenio como "tierras ancestrales" azerbaiyanas. En 2003 el ministro de Defensa azerí, Safar Abiyev, dijo que "el estado armenio fue creado en las tierras azeríes ocupadas con el área de 29,000 kilómetros cuadrados. El portavoz del Ministerio de Defensa, el Coronel Ramiz Melikov, hizo más comentarios extremos en 2004: "En los siguientes 25 a 30 años no habrá un estado armenio en el Sur del Cáucaso. Esta nación ha sido un fastidio para sus vecinos y no tiene derecho a vivir en esta región. La Armenia del presente fue construida en tierras azeríes históricas. Creo que en 25 o 30 años estos territorios estarán bajo jurisdicción de Azerbaiyán una vez más".
En 2005, una organización llamada "Regreso al Azerbaiyán Occidental" liderada por Rizvan Talybov fue creada y declaró que sería la antesala a la creación de una república autónoma en territorio Armenio y más tarde la creación de un gobierno en el exilio. El gobierno azerí ha producido publicaciones y videos que representan la Armenia moderna como "Azerbaiyán Occidental". Por ejemplo, un catálogo de 2007 producido por el Ministerio de Cultura y Turismo de Azerbaiyán abre con un mapa de "La antigua tierra Turca-Oghuz—Azerbaiyán Occidental (La actual República de Armenia)." En 2018, el gobierno azerí comenzó a promover la idea de que la capital de Armenia tiene orígenes azerbaiyanos. Aliyev dijo "La generación más joven, y el mundo entero, deberían saber sobre [la historia de Ireván]. Me alegra que el trabajo científico se esté llevando a cabo, películas están siendo producidas, exhibiciones están siendo organizadas sobre la historia de nuestras tierras ancestrales. En los próximos años debemos ser más activos en esta dirección, y las presentaciones y exhibiciones deberían ser organizadas en varias esquinas del mundo".

### Desarrollos desde la Guerra de Nagorno-Karabaj de 2020

Bandera de la irredentista “República de Goycha-Zangazur” de Azerbaiyán anunciada en septiembre de 2022

Desde el final de la guerra de Nagorno-Karabaj de 2020 Azerbaiyán ha promovido cada vez más los reclamos irredentistas sobre el territorio armenio que describe como "Azerbaiyán Occidental". Estos reclamos territoriales manufacturados son parte del a estrategia de Azerbaiyán para debilitar los pedidos de Armenia sobre un estatus especial para los armenios que viven en Artsaj. Benyamin Pogoshián, un analiza y jefe del Centro de Estudios Estratégicos Políticos y Económicos de Ereván escribió "Azerbaiyán usa este concepto como un palo para forzar a Armenia a soltar sus demandas de una presencia internacional en Nagorno-Karabaj".
Después de que Azerbaiyán atacara a Armenia en septiembre de 2022, los medios gubernamentales y ciertos oficiales turcos y azeríes promovieron brevemente el concepto irredentista de la "República de Goycha-Zangezur", la cual reclama todo el sur de Armenia y apunta a "reunir el mundo turco". El miembro del parlamento azerí Hikmat Baboghlu condenó la idea, argumentando que debilita el caso público de Azerbaiyán para crear el corredor de Zangezur. De acuerdo a Broers, el irredentismo de Azerbaiyán ha cambiado el enfoque del conflicto del Alto Karabaj de la autodeterminación y las relaciones entre mayorías y minorías a las relaciones interestatales.
En 2020, Gafar Chahmagli, un profesor étnicamente azerí de la Universidad de Kayseri, dijo "el principal objetivo de la República de Azerbaiyán Occidental (Irevan) es el regreso [a Azerbaiyán] de todas las tierras históricas, incluyendo Ereván, Zangebasar, Goichu, Zangezur, Guymri, Drlayza [¿Daralageaz?], y todas las restantes tierras históricas dentro de las fronteras de Armenia".
En julio de 2021, Azerbaiyán reorganizó sus regiones económicas e incluyó una nueva región bordeando Syunik (Armenia) llamada "Zangezur oriental", lo que implica que existe un "Zangezur occidental", es decir, Syunik. Esto fue confirmado por el presidente Aliyev en un discurso unos días después: "Sí, Zangezur occidental es nuestra tierra ancestral [...] debemos regresar allí y regresaremos. Nadie puede detenernos". En diciembre de 2022, el gobierno azerí inauguró su programa "Gran Retorno", el cual aparentemente promueve el asentamiento de azeríes étnicos que una vez vivieron en Armenia y Nagorno-Karabaj. Como parte de este programa, una tubería de gas natural será construida entre Agdam y Stepanakert, en cual entrará en operación en 2025, que es, además, cuando el mandato de las fuerzas rusas de mantenimiento de la paz en el Alto Karabaj termine.
El 10 de marzo de 2023, el presidente de Azerbaiyán Aliyev dijo "Armenia perdió su oportunidad de convertirse en un estado independiente", alegando que Armenia ha cometido actos de agresión contra Azerbaiyán.
El 16 de marzo de 2023 Aliyev dio un discurso en el que repetidamente describió el territorio armenio como "Azerbaiyán Occidental" durante la cumbre de los jefes de Estado de la Organización de Estados Turcos. Aliyev también dijo que "La decisión del gobierno soviético en noviembre de 1920 de separar Zangezur occidental, nuestra tierra histórica, de Azerbaiyán y dárselo a Armenia llevó a la separación geográfica del mundo turco". El Ministerio del Exterior de Armenia respondió describiendo el discurso como "una clara manifestación de reclamos territoriales contra la República de Armenia y la preparación de otra agresión".

## Historia

Un mapa presentado por la delegación de Azerbaiyán en la Conferencia de Paz de París en 1919, presentando reclamos sobre su vecina Armenia. Las pretensiones territoriales de Azerbaiyán en ese momento se extendían hasta el Mar Negro, imaginando a Armenia como un estado trasero centrado alrededor de Ereván y lo que ahora es el norte de Armenia.

El actual territorio de Armenia, al igual que la región occidental de Azerbaiyán, incluyendo Najicheván, fueron históricamente parte de las Tierras Altas Armenias. El topónimo "Zangezur" que Azerbaiyán usa deriva del nombre de un distrito creado por el Imperio ruso en 1868 como parte de la gobernación de Elizavétpol. El término cubre un área que incluye lo que hoy es la región meridional de Armenia. Syunik, el nombre armenio, es un término más antiguo que se remonta hasta la antigüedad.
En la Edad Media, las tribus de turcos oguz selyúcidas Kara Koyunlu y Ak Koyunlu predominaron en la región. Más tarde, el área estuvo bajo el control del Imperio safávida.
Bajo los Safávidas iraníes el área que constituye la mayor parte de la actual República de Armenia fue organizado en la provincia de Ereván. La provincia de Ereván también tuvo a Najicheván como una de sus jurisdicciones. Algunos de los gobernadores de Ereván en la era Safávida fueron de origen túrquico. Junto a la provincia de Karabagh, la provincia de Ereván comprendió la Armenia iraní.
El gobernante iraní Nader Shah (1736-1747) estableció más tarde el Kanato de Ereván (es decir, provincia); a partir de entonces, junto con el Kanato de Najicheván más pequeño, estas dos entidades constituyeron la Armenia iraní. En el Kanato de Ereván los ciudadanos armenios tuvieron una autonomía parcial bajo la jurisdicción inmediata del melik de Ereván. En la era Qajar, algunos miembros de la Dinastía real Kajar fueron nombrados gobernadores del Kanato de Ereván hasta la ocupación rusa en 1828. Los jefes del gobierno provincial del Kanato de Ereván estuvieron de este modo directamente relacionados con la dinastía central gobernante.
En 1828, debido al Tratado de Turkmenchay, Irán fue forzado a ceder los Kanatos de Ereván y Najicheván a Rusia. Estos dos territorios, los cuales constituyeron la Armenia iraní antes de 1828, fueron unidos por los rusos y renombrados como el Óblast de Armenia.

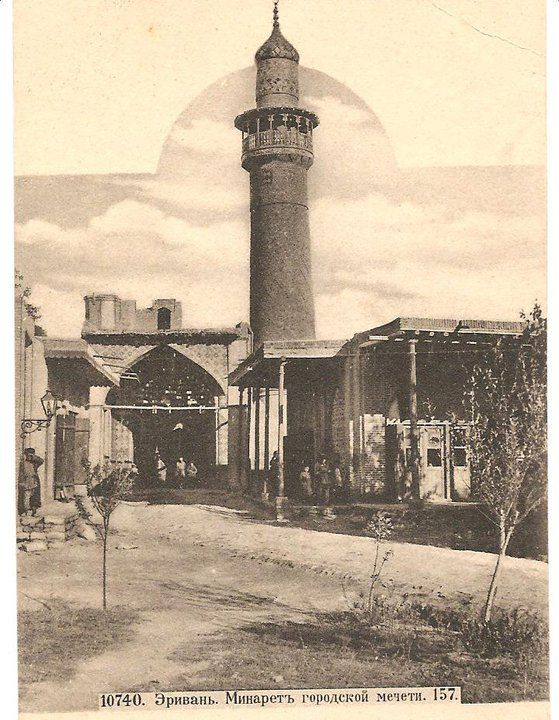
Minarete de la Mezquita Azul en Ereván

De acuerdo con el periodista Thomas de Waal, unos pocos residentes de la calle Vardanants recuerdan la demolición de una pequeña mezquita en 1990. Nombres geográficos de origen túrquico fueron cambiados en masa por nombres armenios, una medida vista por algunos como un método de borrar de la memoria popular el hecho de que los musulmanes una vez fueron una porción sustancial de la población local. De acuerdo con un estudio de Husik Ghulyan en el periodo de 2006 a 2018, más de 7700 nombres geográficos túrquicos que existieron en el país fueron cambiados y reemplazados por nombres armenios. Aquellos nombres túrquicos estaban mayormente ubicados en áreas que anteriormente fueron fuertemente poblados por azeríes, a saber las regiones de Gegharkunik, Kotayk y Vayots Dzor y algunas partes de las regiones de Syunik y Ararat.

## Base demográfica
Hasta mediados del siglo XIV los armenios constituyeron la mayoría de la población en Armenia Oriental. A finales de siglo, tras las campañas de Tamerlán, el Islam se volvió la religión dominante, y los armenios se volvieron una minoría en Armenia oriental. Tras siglos de constantes guerras en la meseta armenia, muchos armenios eligieron emigrar y asentarse en otros lugares. Tras la reubicación masiva de armenios y musulmanes de Shah Abás I entre 1604 y 1605, su número disminuyó aún más.

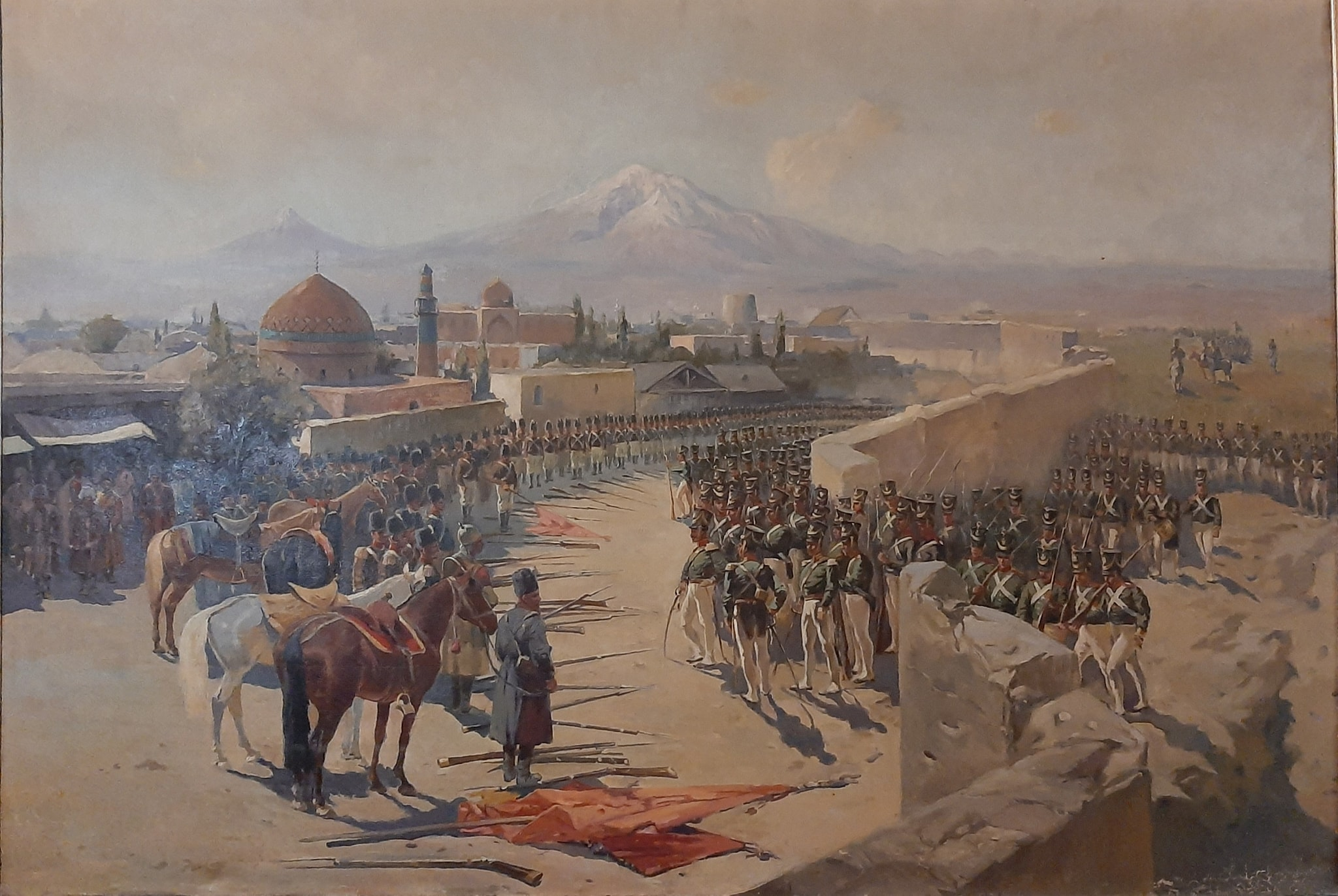
Rendición de la fortaleza de Eriván en 1827 pintada por Franz Roubaud

Alrededor del 80% de la población de la Armenia iraní eran musulmanes (persas, turcos y kurdos), mientras que los armenios cristianos constituían una minoría de alrededor del 20%. Como resultado del Tratado de Gulistán (1813) y el Tratado de Turkmenchay (1828), Irán fue forzado a ceder la Armenia iraní (la cual además constituía la actual República de Armenia) a Rusia.
Después de que la administración rusa se hizo cargo de la Armenia iraní, la composición étnica cambió, y, por lo tanto, por primera vez en más de cuatro siglos, los armenios étnicos comenzaron a formar una majoría una vez más en una parte de la Armenia histórica. La nueva administración rusa alentó el asentamiento de armenios étnicos de Irán y la Turquía otomana. Como resultado, hacia 1832 el número de armenios étnicos había igualado el de musulmanes. De todos modos, sería solo tras la guerra de Crimea y la guerra ruso-turca de 1877-1878, las cuales trajeron otra afluencia de armenios de Turquía, que los armenios étnicos una vez más establecieron una mayoría sólida en Armenia oriental. Sin embargo, la ciudad de Ereván siguió teniendo una mayoría musulmana hasta el siglo XX. Según el viajero H.F.B. Lynch, la ciudad de Ereván era aproximadamente 50% armenia y 50% musulmana (tártaros, azeríes y persas) en la década de 1890.
Según el censo ruso de 1897, alrededor de 300,000 personas azeríes (llamados "Tártaros") poblaron la gobernación rusa de Ereván (que corresponde aproximadamente a la mayor parte de la actual Armenia central, la provincia de Iğdır de Turquía, el actual Najicheván azerbaiyano, pero excluyendo Syunik y la mayoría del norte de Armenia). Ellos formaron la mayoría en cuatro de los siete distritos de la gobernación (incluyendo Iğdır y Najicheván, que hoy no son parte de Armenia y el distrito de Sharur-Darakagyoz, que está en un mayor parte en Azerbaiyán) y eran casi tantos como los armenios en Ereván (42.6% contra 43.2%). En ese momento, la vida cultural de Armenia oriental estaba centrada más alrededor de la ciudad sagrada de Echmiadzin, sede de la Iglesia Apostólica Armenia.

## Reacciones
Varias organizaciones y analistas políticos han condenado los reclamos territoriales de Azerbaiyán, afirmando que representan una amenaza a la seguridad de la región y del pueblo armenio.
 Parlamento Europeo: emitió dos resoluciones en 2021 y 2022 condenando la invasión en curso de Azerbaiyán a Armenia en la que describió las declaraciones agresivas e irredentistas de las autoridades azeríes refiriéndose al territorio armenio como tierras ancestrales como "preocupantes" y que están "socavando los esfuerzos hacia la seguridad y estabilidad de la región". El Parlamento Europeo también alentó a Armenia a buscar alianzas de seguridad alternativas considerando la inacción de la OTSC durante la invasión de Azerbaiyán.
 Consejo de Europa: emitió un reporte en el que describió a Azerbaiyán como "una parte dispuesta a emplear la retórica del odio e incluso negar la integridad territorial de Armenia".
 Comité Nacional Armenio de América: Alex Galitsky, director de programas de la organización, argumentó que las incursiones en curso de Azerbaiyán en el territorio soberano de Armenia es indistinguible de la invasión rusa de Ucrania. Él escribió: "Al violar la soberanía de Ucrania, Bakú ha demostrado que este conflicto [en Nagorno Karabaj] nunca fue realmente sobre el principio de integridad territorial para Azerbaiyán [y]... si Washington quiere demostrar consistencia en su respuesta al expansionismo autoriario debe comenzar con el cese inmediato de toda asistencia militar a Azerbaiyán.